# Tyge W. Böcher
Tyge Wittrock Böcher (25. oktober 1909 i København – 15. marts 1983 i Gentofte) var en dansk botaniker, evolutionsbiolog, planteøkolog og plantegeograf, professor i botanik ved Københavns Universitet 1954-1979. Han blev Ridder af Dannebrog 1962 og Ridder af 1. grad 1971.
Standard auktorbetegnelse for arter beskrevet af Tyge W. Böcher: Böcher
Tyge Böcher var bror til geografen, professor Steen B. Böcher. Han var gift med Kirsten Jensenius, datter af tegneren Herluf Jensenius, og sammen fik de fire børn: zoologen Jens Böcher samt Ida, Henrik og Joakim.